# Dendropsophus sarayacuensis
Dendropsophus sarayacuensis är en groddjursart som först beskrevs av Shreve 1935.  Dendropsophus sarayacuensis ingår i släktet Dendropsophus och familjen lövgrodor. IUCN kategoriserar arten globalt som livskraftig. Inga underarter finns listade i Catalogue of Life.